# Души (Ен)
Души (фр. Douchy) насеље је и општина у североисточној Француској у региону Пикардија, у департману Ен (Пикардија) која припада префектури Сен Кентен.
По подацима из 2011. године у општини је живело 151 становника, а густина насељености је износила 29,9 становника/km². Општина се простире на површини од 5,05 km². Налази се на средњој надморској висини од 97 метара (максималној 96 m, а минималној 77 m).

## Демографија
| 1962. | 1968. | 1975. | 1982. | 1990. | 1999. | 2011. |
| ----- | ----- | ----- | ----- | ----- | ----- | ----- |
| 178   | 193   | 184   | 147   | 152   | 150   | 151   |

График промене броја становника у току последњих година